# ويليام مور (مغني)
ويليام مور (بالإنجليزية: William Moore)‏ هو مغني أمريكي، ولد في 3 مارس 1893 في جورجيا في الولايات المتحدة، وتوفي في 22 نوفمبر 1951 في فرجينيا في الولايات المتحدة.

## وصلات خارجية
- ويليام مور على موقع ميوزك برينز (الإنجليزية)